# Scarus guacamaia
Scarus guacamaia är en fiskart som beskrevs av Cuvier 1829. Scarus guacamaia ingår i släktet Scarus och familjen Scaridae. IUCN kategoriserar arten globalt som nära hotad. Inga underarter finns listade i Catalogue of Life.